# Eyes on Me
《Eyes on Me》是香港歌手王菲的第三張個人單曲與第一張英文單曲，於1999年2月24日由東芝EMI株式會社在日本發行，共收錄3首歌。日本環球音樂於2017年11月3日限量發行7吋黑膠唱片的版本。

## 簡介
收錄的新歌只有《Eyes on Me》，該曲是日本史克威尔（現史克威尔艾尼克斯）發行的PlayStation遊戲軟體《最終幻想VIII》的主題曲；另附《Eyes on Me》演奏曲版和王菲1998年10月專輯《唱遊》中的《紅豆》。截至2003年3月31日，收入《Eyes on Me》單曲的《最終幻想VIII》在全球賣了815萬套， 這也為EMI帶進了幾千萬的版權收入。 

## 背景
在《最终幻想VII》的開發過程當中，史克威尔曾打算為遊戲創作主題曲，但後來計畫取消。在完成《Eyes on Me》之後，開發團隊為選擇適合的聲音聽取了無數的CD，直到聽到了王菲的專輯。植松伸夫表示「王菲的聲音和感情恰好符合我對歌曲的意象，她的中國人身分也符合最終幻想的國際形象。」但由於王菲的行程問題，開發團隊帶著管弦樂團前往香港錄製歌曲。

## 曲目
| CD       | CD                                | CD       | CD       | CD       | CD    |
| 曲序     | 曲目                              |          | 作曲     | 编曲     | 时长  |
| -------- | --------------------------------- | -------- | -------- | -------- | ----- |
| 1.       | Eyes on Me                        | 染谷和美 | 植松伸夫 | 濱口史郎 | 5:44  |
| 2.       | 紅豆                              | 林夕     | 柳重言   | Alex San | 4:21  |
| 3.       | Eyes on Me (Instrumental Version) |          | 植松伸夫 | 濱口史郎 | 5:40  |
| 总时长： | 总时长：                          | 总时长： | 总时长： | 总时长： | 15:45 |

## 評價
《Eyes on Me》發售3週，在日本的銷售賣破40萬份，打入日本公信榜的Top 10，創造了香港歌手的新紀錄，創下當時遊戲音樂最高銷量的記錄，後來才被宇多田光為《王國之心》演唱的歌曲《光》打破。此曲在公信榜「公信榜外语单曲排行榜」上連續19週第一，一共21週占據榜首，打破記錄。
《Eyes on Me》在第14屆日本金唱片大獎（第14回ジャパン・ソリッド・ゴールド・アワード）上斬獲洋樂部門「年度歌曲」（ソング・オブ・ザ・イヤー）的最高榮譽，王菲是第一個獲得此殊榮的亞洲歌手，《Eyes On Me》也是第一支獲得金唱片獎的遊戲歌曲。

## 其他版本
《Eyes on Me》的管弦樂版本收錄於《Final Fantasy VIII Fithos Lusec Wecos Vinosec》，為第12首歌曲《Ending Theme》中間的一段。另外亦收錄於《SQUARE VOCAL COLLECTION》為第6首歌曲，直接取名為《Eyes on Me (Orchestral Version)》。

## 備註
1. ↑  第13屆至第19屆以年度歌曲稱呼，之後名稱改為年度最佳單曲（シングル・オブ・ザ・イヤー）